# Юллюш
Юллюш (фр. Hulluch) — коммуна во Франции, регион О-де-Франс, департамент Па-де-Кале, округ Ланс, кантон Венгль. Расположена в 5 км к северу от Ланса, в 2 км от национальной автомагистрали N47.
Население (2018) — 3 429 человек.

## Экономика
Структура занятости населения:
- сельское хозяйство — 1,5 %;
- промышленность — 2,4 %;
- строительство — 14,6 %;
- торговля, транспорт и сфера услуг — 34,6 %;
- государственные и муниципальные службы — 46,9 %.

Уровень безработицы (2017) — 12,5 % (Франция в целом — 13,4 %, департамент Па-де-Кале — 17,2 %). 

Среднегодовой доход на 1 человека, евро (2017) — 20 550 (Франция в целом — 21 110, департамент Па-де-Кале — 18 610).

## Демография
Динамика численности населения, чел.

## Администрация
Пост мэра Юллюша с 2007 года занимает социалист Андре Кючински (André Kuchcinski). На муниципальных выборах 2020 года возглавляемый им левый список был единственным.
| Период | Период | Фамилия        | Партия                  | Примечания                |
| ------ | ------ | -------------- | ----------------------- | ------------------------- |
| 1965   | 2007   | Франсуа Дельер | Социалистическая партия |                           |
| 2007   |        | Андре Кючински | Социалистическая партия | профессор эко-менеджмента |